# 1.ᵉʳ Ala Aérea del Cuerpo de Marines
La 1.er Ala Aérea del Cuerpo de Marines (en inglés: 1st Marine Aircraft Wing, 1st MAW) es una unidad de aviación del Cuerpo de Marines de los Estados Unidos que sirve como el elemento aéreo de combate de la III Fuerza Expedicionaria de Marines. Al mando de un mayor general el ala está acuartelada en Camp Foster en la isla de Okinawa, Japón. Activada en el año 1940, el ala ha participado en operaciones de combate durante la Segunda Guerra Mundial, la guerra de Corea y la Guerra de Vietnam.

## Misión
Realizar operaciones aéreas en apoyo de las Fleet Marine Force abarcando apoyo aéreo ofensivo, guerra antiaérea, apoyo al asalto, reconocimiento aéreo incluyendo contramedidas electrónicas activas y pasivas, y control de aeronaves y misiles. Como una función colateral, el Ala puede participar como un componente integral de la aviación naval en la ejecución de otras funciones de la Armada como el comandante de la Flota pueda ordenar.

## Unidades subordinadas
La 1.ª Ala consiste de cinco grupos subordinados, un escuadrón de cuartel general y un grupo de enlace:
- 1.er Escuadrón Cuartel General del Ala Aérea del Cuerpo de Marines
- Enlace del Ala Aérea del Cuerpo de Marines
- 12.º Grupo del Ala Aérea del Cuerpo de Marines
- 24.º Grupo del Ala Aérea del Cuerpo de Marines
- 36.º Grupo del Ala Aérea del Cuerpo de Marines
- 18.º Grupo de Control Aéreo del Cuerpo de Marines

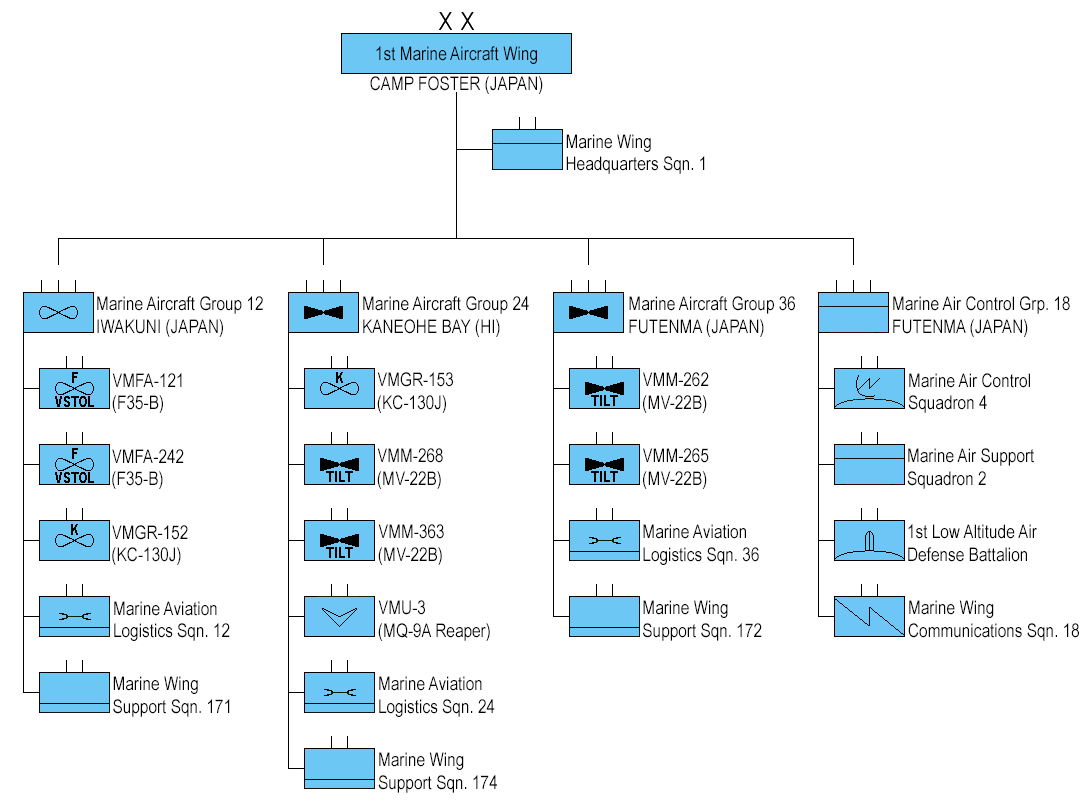
Estructura de la 1.a Ala de Aviación de la Infantería de Marina.

### Ubicaciones
Las unidades de la 1.ª MAW están localizadas en la región del Pacífico en las siguientes bases:
- Estación Aérea del Cuerpo de Marines de Futenma
- Estación Aérea del Cuerpo de Marines de Iwakuni
- Estación Aérea del Cuerpo de Marines de Kaneohe Bay

## Historia

### Segunda Guerra Mundial

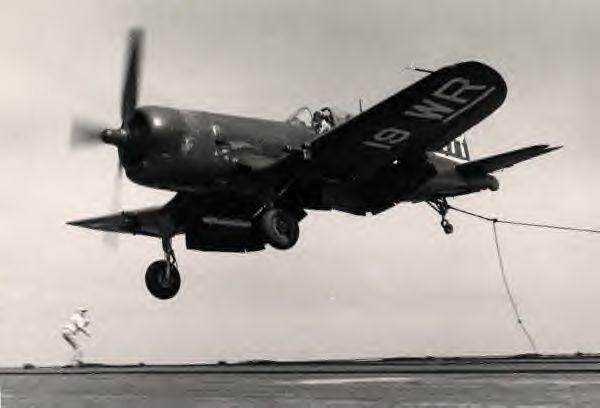
Un F4U de la Infantería de Marina.

Para finales del año 1940, el Congreso autorizó una flota aeronaval de 15 000 aviones. Al Cuerpo de Infantería de Marina le fueron asignados un porcentaje de estos aviones para ser organizados en dos alas aéreas con 32 escuadrones operacionales. Por consejo de la Armada y de asesores de la Infantería de Marina que regresaban de observar la guerra en Europa estas cantidades fueron dobladas muy poco después. Fue bajo este programa de expansión que la 1.er Ala Aérea del Cuerpo de Marines fue activada en la Base del Cuerpo de Marines Quantico, Virginia el 7 de julio de 1941. El Primer Grupo de Aviación de Infantería de Marina que ese momento era la unidad de aviación más grande de la Infantería de Marina ubicada en la costa este, se convirtió en su primer componente. Aunque una nueva ala, es considerada como el descendiente no oficial del Grupo de Bombardeo del Norte de la Primera Guerra Mundial.
Después del ataque a Pearl Harbor, el Ala fue transferida a la Base Aeronaval de North Island, California el 10 de diciembre de 1941 y luego a Camp Kearny el 31 de diciembre. El primer despliegue para la 1st MAW ocurrió en agosto de 1941 cuando elementos adelantados del Ala llegaron a Guadalcanal y fueron parte de la Fuerza Aérea Cactus apoyando a la 1.ª División de Marines durante la Batalla de Guadalcanal.

### Guerra de Corea
A comienzos de la guerra de Corea, el despliegue inicial de los infantes de marina fue una brigada provisional activada el 7 de julio de 1950; la 1.ª Brigada Provisional de Marines formada a partir de la 1.ª División de Marines y la 1.ª Ala de Aviación de Infantería de Marina. Su núcleo consistía de dos unidades — un equipo regimental de combate formado a partir del 5.º Regimiento de Marines y el 33.er Grupo de Aéreo del Cuerpo de Marines. Su trabajo era proporcionar apoyo aéreo cercano, reabastecimiento y evacuación médica para las fuerzas terrestre de la Infantería de Marina.
Para finales de junio de 1952, 75 aeronaves de la 1.ª MAW participaron en el ataque contra el embalse de Sui-ho cuyo objetivo eran las centrales hidroeléctricas ubicadas en Corea del Norte. El jefe de Estado Mayor del Ala Frank Schwable fue derribado en julio de 1952 y mientras se encontraba prisionero confesó haber participado en una guerra bacteriológica. Eventualmente, se le levantaron todos los cargos, pero su caso provocó una revisión del entrenamiento y de las expectativas del comportamiento de los prisioneros de guerra.
Dos grupos de aviación del 1st MAW, el MAG-33 y el MAG-12, y el 1.er Batallón de Artillería Antiaérea sirvieron durante el curso de la guerra. El Ala voló 127 496 misiones de las cuales más de 40 000 fueron de apoyo aéreo cercano y los helicópteros del Cuerpo de Marines evacuaron a más de 9800 heridos

### Vietnam
Entre abril de 1962, cuando el HMH-362 se instaló en el delta del Mekong para operar desde el aeropuerto de Sóc Trăng, hasta abril de 1975, cuando helicópteros del HMM-164 evacuaron a los últimos estadounidenses desde la embajada estadounidense en Saigón. Mientras las misiones iniciales fueron de helicópteros de la Infantería de Marina proporcionando apoyo logístico para Vietnam del Sur, este rol rápidamente se expandió cuando los pilotos y tripulantes de la 1.ª MAW fueron requeridos para realizar su rol tradicional de apoyo aéreo cercano para las unidades de combate del Cuerpo de Infantería de Marina estadounidense a medida que la participación estadounidense en la guerra aumentaba.
Los helicópteros jugaron un extensivo rol en las operaciones aéreas en Vietnam, y los pilotos infantes de marina volaron CH-34 y posteriormente CH-46 y CH-53 para transportar a los infantes de marina a sus zonas de desembarco cerca de las posibles concentraciones de enemigos, y para evacuar a los heridos después en los combates subsecuentes. Los helicópteros, apoyados por aviones de transporte C-130 donde existían canchas de aterrizaje, también fueron usados para reabastecer a los infantes de marina en campaña en puestos remotos. Otros pilotos infantes de marina, volaron UH-1E Hueys y AH-1 Cobra. Muchos de estos helicópteros proporcionaron reconocimiento y cubierta aérea armada para las operaciones aéreas de combate.
El aumento de las tropas estadounidenses resultó en el despliegue de aviones de ataque y de caza del Cuerpo de Infantería de Marina incluyendo al Douglas A-4 y al McDonnell F4B, así como el personal necesario de mantenimiento, manejo de armamento y otras tareas.

### Guerra Global contra el Terror
El HMH-463 fue desplegado para apoyar a la Operación Libertad Duradera-Afganistán en el año 2009.

## Aviones actualmente en uso

### Aeronaves de ala fija
- F/A-18 Hornet
- AV-8B Harrier II
- KC-130 Hercules
- C-12 Huron

### Aeronaves de ala giratoria
- AH-1W SuperCobra
- UH-1N Huey
- CH-46 Sea Knight
- CH-53 Sea Stallion